# Авл Манлій Торкват Аттік
Авл Манлій Торкват Аттік (лат. Aulus Manlius Torquatus Atticus) — римський полководець і політичний діяч з патриціанського роду Манліїв, консул 244 і 241 років до н. е. Учасник Першої Пунічної війни.
Авл Манлій належав до одного з найзнатніших патриціанських родів Риму. Манлії обіймали вищі посади в республіці, починаючи з 480 року до н. е., а свій розквіт пережили в IV столітті до н. е., першу і другу третини якого німецький антикознавець Фрідріх Мюнцер назвав їх «героїчним століттям». Згідно з Капітолійськими фастами, у батька і діда Авла Манлія був преномен Тіт. На думку Мюнцера, Тіт-старший — це консул 299 року до н. е., а молодший сучасник Авла Тіт Манлій Торкват, теж син Тіта, онук Тіта, доводився йому швидше племінником, ніж братом.

## Життєпис
Перші згадки про Авла Манлія в збережених джерелах належать до 247 році до н. е., коли він був обраний цензором. Його колегою був плебей Авл Атілій Калатін. У 244 році до н. е. Торкват Аттік обіймав посаду консула спільно з плебеєм Гаєм Семпроніем Блезом, для якого це був другий консулат. В цей час йшла перша війна Риму з Карфагеном; Блез і Торкват вели позиційну війну на Сицилії, в районі Панорму, проти карфагенського полководця Гамількара Барки. Які-небудь подробиці цих бойових дій невідомі: майже щодня відбувалися дрібні сутички, але масштабної битви, яка б вирішила результат війни, була неможлива. Це була війна на виснаження, яка в кінцевому підсумку виявилася більш вдалою для римлян.
У 241 році до н. е. Авл Манлій, ставши консулом вдруге, спільно з Квінтом Лутацієм Церконом вів війну проти фалісків — народу мешкавшому на південно-сході Етрурії, повсталого проти Риму. Це повстання було придушене усього за шість днів; 15 тисяч фалісків загинули, половина землі, яка належала їхній громаді відійшла Риму. Після повернення в Рим обидва консули були відзначені тріумфом за свої перемоги: Церкон урочисто в'їхав у місто 1 березня, а Торкват Аттик — трьома днями пізніше. Павло Оросій відносить цю війну до 238 році до н. е., приписуючи придушення повстання тодішнім консулам — Тиберію Семпронію Гракху і Публію Валерію Фальтону, але це, мабуть, помилка.
Пліній Старший у своїй «Природній історії» згадує примітну смерть якогось Авла Манлія. Цей патрицій раптово помер під час обіду, коли на стіл подавався пиріг. Існує ймовірність того, що мова йде саме про Торквата Аттіка. При цьому в історіографії вважається більш правдоподібним варіантом консул 164 року до н. е.